# 오레예트
오레예트(프랑스어: oreillette)는 프랑스의 반죽 튀김 후식이다. 얇고 바삭바삭한 베녜의 일종이며, 보통 가루설탕을 뿌려 먹는다.

## 같이 보기
- 클레네트
- 페스티뇨
- 필료